# Alexander Schleicher Ka 2 Rhönschwalbe
Dimensions
Le Schleicher Ka-2 Rhönschwalbe (hirondelle de la Rhön) est un planeur d'entraînement biplace en tandem conçu et construit en Allemagne, en 1952.

## Conception et développement
Conçu par Rudolf Kaiser dont il est la première réussite technique et commerciale, le Ka-2 est un planeur bois et toile. L'aile haute qui a un dièdre et une flèche inverse marqués se trouve juste en arrière de la verrière. Le poste avant est recouvert d'une verrière monobloc en plexiglas qui s'ouvre vers la droite la place arrière est recouverte d'une verrière intégrant les bords d'attaque intérieurs de l'aile s'ouvrant vers l'arrière et maintenue fermée par la verrière avant.
Le train d'atterrissage du Ka-2 est composé d'un patin en bois amorti par des blocs en en caoutchouc, d'une roue principale fixe semi-encastrée et d'une béquille de queue en acier amortie par un bloc de caoutchouc. Les gouvernes comprennent des ailerons, une profondeur avec compensateur et une gouverne de direction à l'arrière de la dérive. Les ailes portent des aérofreins Schempp-Hirth placés à 38 % de la corde et à peu près au tiers de l'envergure et sortant à l'intrados et à l'extrados.
Les performances du Ka-2 sont inférieures aux attentes, en raison de la charge alaire relativement élevée. Le Ka2b corrige ce problème en avec une envergure portée de 15 à 16 mètres ce qui augmente la surface et l'allongement. La longueur du fuselage a également augmente de 18 cm pour conserver la stabilité en tangage.
Les performances du Ka-2b sont améliorées en thermiques grâce à une vitesse de chute minimale plus faible. Les performances en circuit sont aussi améliorées par une meilleure finesse. Le handicap de compétition standard pour le Ka-2 est de 74 et le handicap Ka-2b est de 78.

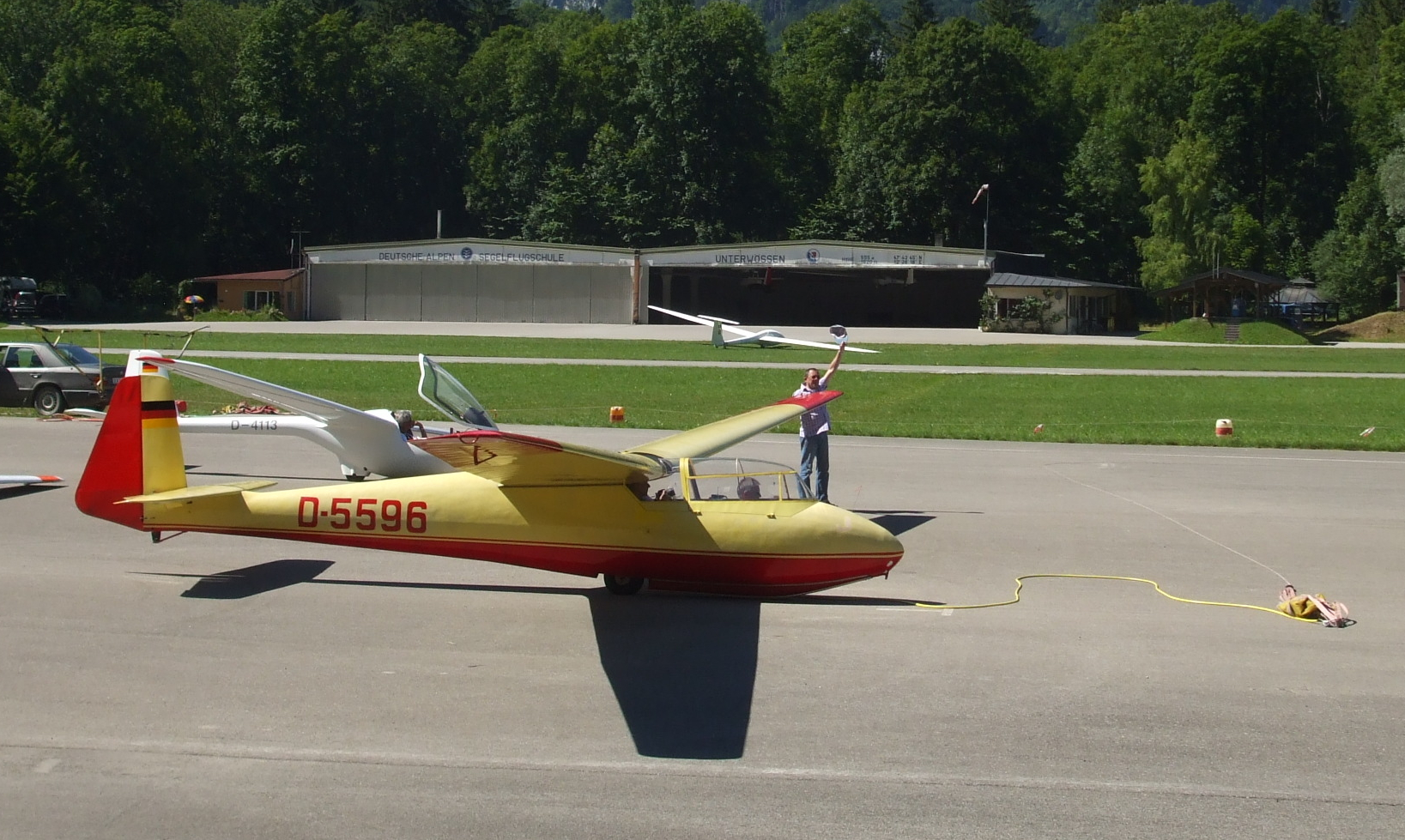
Ka 2b (D-5596) prêt pour un décollage au treuil

## Historique opérationnel
Le Ka-2 et le Ka-2b ont été largement utilisés dans les clubs de vol à voile en Allemagne et en Europe et le Ka2b a également été utilisé dans plusieurs tentatives de record. Le 24 janvier 1959, Dieter Schmitt et Karl Pummer établissent un nouveau record national allemand de gain d'altitude en biplace sur un Ka-2b avec 6 907 m en vol d'onde à Fayence en France. Lors du même vol ils améliorent aussi le record absolu d'altitude allemand en biplace avec 7 700 m.
Un Ka2b a également établi un record de distance pour biplace en Allemagne avec 424,5 km en 1964. Recors amélioré le 28 mai 2012 avec 684 km, piloté par Uli Schwenk et son père de 81 ans.

## Variantes
Ka-2
Planeur initial avec une envergure d'aile de 15m et un fuselage de 7.97m de long.
Ka-2b
Version aux performances améliorées de 16m d'envergure et un fuselage de 8.15m.